# La regina dei ladri
La regina dei ladri (Kate plus Ten) è un romanzo giallo del 1919 scritto da Edgar Wallace. In Italia è stato pubblicato anche con i titoli Caterina e altri dieci, Kate e i suoi dieci, La strana avventuriera, Il crimine gigantesco e La doppia vita di Kate.

## Trama
Kate Westhanger è una ragazza di vent'anni che ha imparato dal nonno, il celebre generale Sir Shaun Masserfield, l'arte della strategia....e dallo spregiudicato zio, il colonnello Westhanger, come applicarla nel campo del crimine! Nonostante la giovane età, infatti, Kate è la mente dietro gli audaci e redditizi colpi della banda di dieci criminali che vivono in quella che la polizia ha ribattezzato Crime Street. Ogni tanto uno di loro viene pizzicato e si fa qualche mese di carcere, ma nessun poliziotto riesce a collegare i crimini a Kate o a sgominare la banda.
Almeno finché non entra in scena l'ispettore di Scotland Yard Michael Pretherston, determinato a sconfiggere Kate... o a redimerla! Mentre infatti la banda dei dieci progetta il proprio colpo più audace, l'azione si nutre del confronto-scontro tra queste due menti, ciascuna geniale nel proprio campo. Chi dei due è destinato a spuntarla?

## Personaggi principali
- Kate Westhanger, la regina dei ladri
- Michael Pretherston, ispettore di Scotland Yard
- Lord Flanborough, Sir Ralph Sapson, John Boltover, finanzieri
- Lady Moya Felton, figlia di Lord Flanborough
- Alphonso Blaxton, pittore squattrinato
- Colonnello Westhanger, Philip Garon, Cunningham, Brown, Calling-Jacques, Mendoza, Millet, Mulberry, Francis Stockmar, Thomas Stockmar, i dieci di Crime Street

## Edizioni italiane
- La strana avventuriera, Edizioni Elit, 1933.
- Kate e i suoi dieci, Edizioni Bietti, 1933.
- La regina dei ladri, I Gialli Economici Mondadori, Arnoldo Mondadori Editore, 1934.
- La regina dei ladri, traduzione di Tino Lamberti, I classici del Giallo Mondadori n. 440, Arnoldo Mondadori Editore, dicembre 1983, pp. 173.